# 빅 (2016년 영화)
《빅》(영어: Norm of the North)은 2016년에 공개된 미합중국의 애니메이션 영화이다.

## 출연

### 영어 더빙
- 롭 슈나이더 : 놈 역
- 헤더 그레이엄 : 베라 역
- 켄 정 : 그린 역
- 콤 미니 : 할아버지 역
- 로레타 데빈 : 타메시아 역
- 게이브리얼 이글레시아스 : 파블로 / 스탠 역
- 마이클 맥엘해튼 : 로렌스 역
- 빌 나이 : 소크라테스 역
- 재커리 고든 : 놈의 자식 역
- 자넷 바니 : 자넷 역
- 제스 하넬 : 남자 관광객 역
- 살롬 젠스 : 클루벡 의원 역
- 데비 데리베리 : 딸 역
- 찰스 애들러 : 조상 역
- 키스 퍼거슨 : 인간 관광객 역
- 캔디 밀로 : 젊은 곰 역
- 케이트 히긴스 : 엘리자베스 역

### 한국어 더빙
- 엄상현 : 빅 역
- 사문영 : 레밍스 역
- 김연우 : 올림피아 역
- 박상훈 : 레밍스 역
- 윤세웅 : 그린 역
- 임채헌 : 할아버지 북극곰 역
- 홍진욱 : 소크라테스 역
- 안소이 : 베라 역